# Vaux-lès-Palameix
Pour les articles homonymes, voir Vaux.
Vaux-lès-Palameix est une commune française située dans le département de la Meuse en région Grand Est.

## Géographie
La commune fait partie du Parc naturel régional de Lorraine.
| Mouilly           | Mouilly           | Dommartin-la-Montagne |
| Mouilly           | Vaux-lès-Palameix | Seuzey                |
| Lacroix-sur-Meuse | Seuzey            | Seuzey                |

### Hydrographie
La commune est dans le bassin versant de la Meuse au sein du bassin Rhin-Meuse. Elle est drainée par le ruisseau de Vaux,.

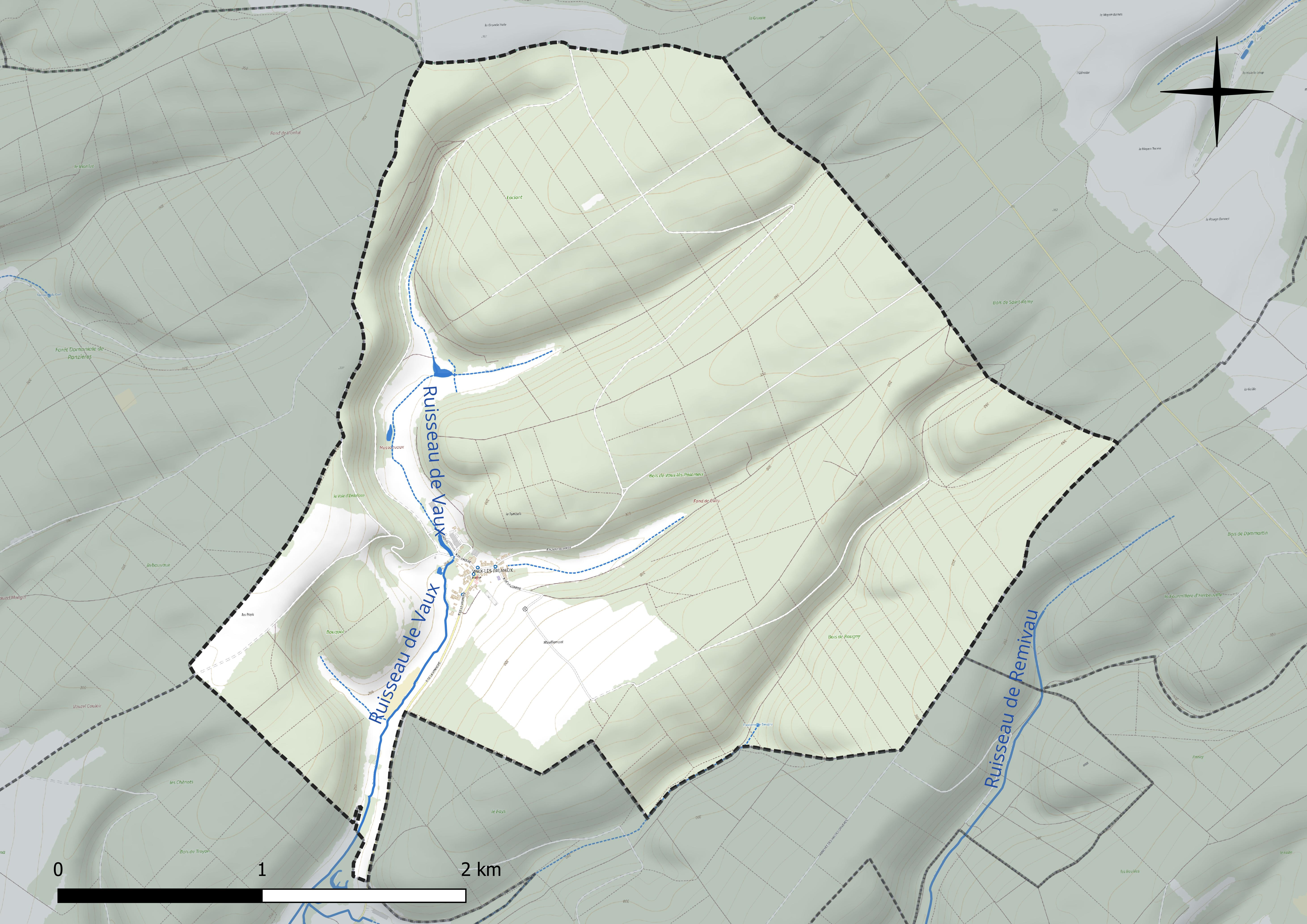
Réseau hydrographique de Vaux-lès-Palameix.

### Climat
Pour des articles plus généraux, voir Climat du Grand Est et Climat de la Meuse.
En 2010, le climat de la commune est de type climat de montagne, selon une étude du Centre national de la recherche scientifique s'appuyant sur une série de données couvrant la période 1971-2000. En 2020, Météo-France publie une typologie des climats de la France métropolitaine dans laquelle la commune est exposée à un climat océanique altéré et est dans la région climatique  Lorraine, plateau de Langres, Morvan, caractérisée par un hiver rude (1,5 °C), des vents modérés et des brouillards fréquents en automne et hiver. 
Pour la période 1971-2000, la température annuelle moyenne est de 9,4 °C, avec une amplitude thermique annuelle de 16,1 °C. Le cumul annuel moyen de précipitations est de 1 010 mm, avec 13,9 jours de précipitations en janvier et 10 jours en juillet. Pour la période 1991-2020, la température moyenne annuelle observée sur la station météorologique de Météo-France la plus proche, « Bonzée_sapc », sur la commune de Bonzée à 10 km à vol d'oiseau, est de 10,6 °C et le cumul annuel moyen de précipitations est de 783,7 mm. 
La température maximale relevée sur cette station est de 40,6 °C, atteinte le 24 juillet 2019 ; la température minimale est de −17,3 °C, atteinte le 7 février 2012,,. 
Les paramètres climatiques de la commune ont été estimés pour le milieu du siècle (2041-2070) selon différents scénarios d'émission de gaz à effet de serre à partir des nouvelles projections climatiques de référence DRIAS-2020. Ils sont consultables sur un site dédié publié par Météo-France en novembre 2022.

## Urbanisme

### Typologie
Au 1er janvier 2024, Vaux-lès-Palameix est catégorisée commune rurale à habitat dispersé, selon la nouvelle grille communale de densité à sept niveaux définie par l'Insee en 2022.
Elle est située hors unité urbaine et hors attraction des villes,.

### Occupation des sols
L'occupation des sols de la commune, telle qu'elle ressort de la base de données européenne d’occupation biophysique des sols Corine Land Cover (CLC), est marquée par l'importance des forêts et milieux semi-naturels (85,1 % en 2018), une proportion identique à celle de 1990 (85,1 %). La répartition détaillée en 2018 est la suivante : 
forêts (85,1 %), prairies (8,3 %), terres arables (6,7 %). L'évolution de l’occupation des sols de la commune et de ses infrastructures peut être observée sur les différentes représentations cartographiques du territoire : la carte de Cassini (XVIIIe siècle), la carte d'état-major (1820-1866) et les cartes ou photos aériennes de l'IGN pour la période actuelle (1950 à aujourd'hui).

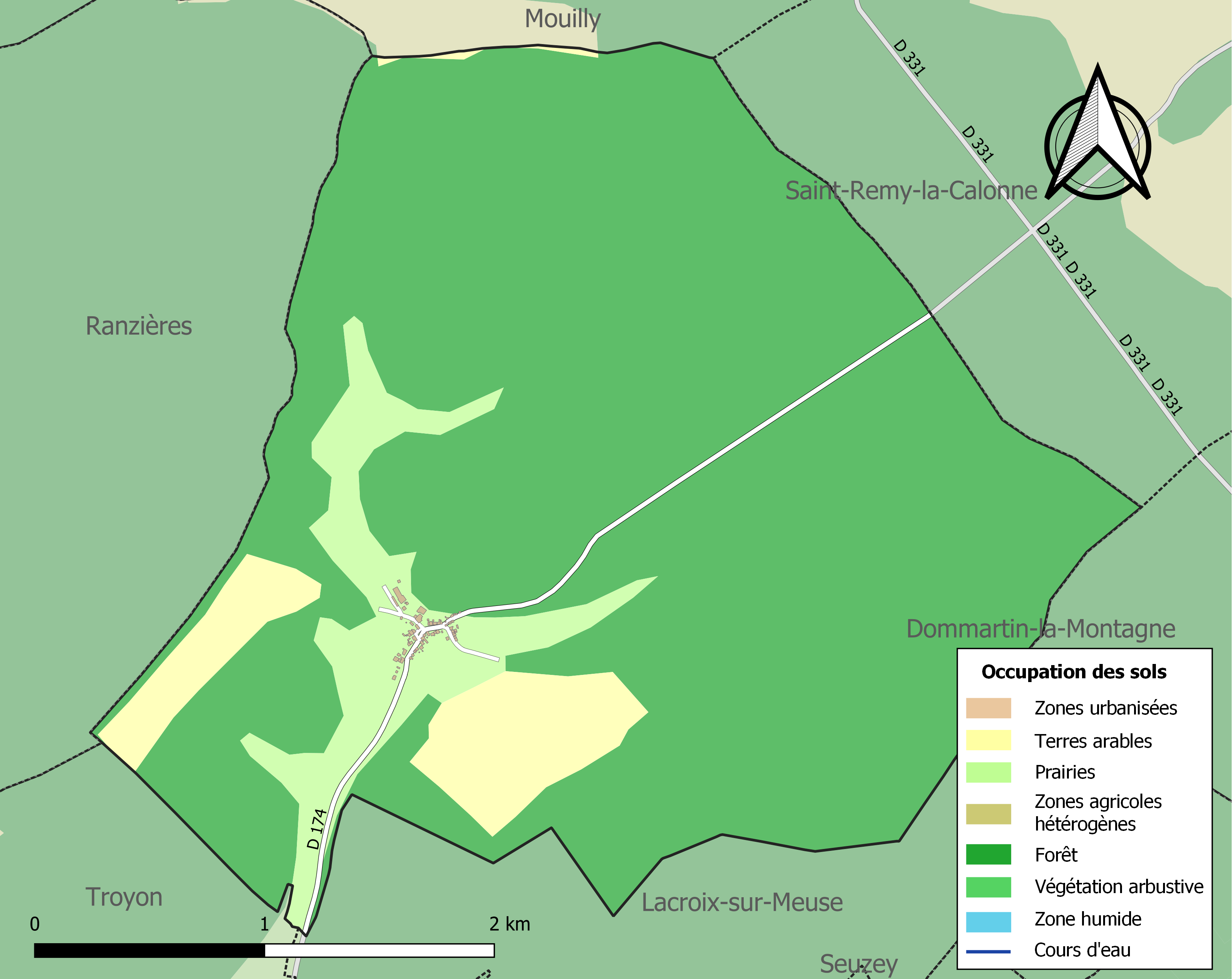
Carte des infrastructures et de l'occupation des sols de la commune en 2018 (CLC).

## Toponymie
Villa Vallis (1106, bulle de Pascal II) - Vaulx et Palameix (1571) - Vaux (1656) - Vaux les Palamey (1700) - Vallis (1738) - Vaux les Palamé, Vaux les Palamaey (1749).

De vaux, pluriel de val. D'abord pluriel de l'oïl vau, avec un « x » adventice, « vallées , plaines alluviales ».
La préposition « lès » permet de signifier la proximité d'un lieu géographique par rapport à un autre lieu. En règle générale, il s'agit d'une localité qui tient à se situer par rapport à un lieu voisin. La commune de Vaux indique qu'elle se situe près de Palameix, une ancienne ferme, sur la commune de Troyon, qui était autrefois une annexe de Vaux.

Meix de mansus, « ferme ». « Maix, c'est le nom que portent chez nous les jardins campagnards ». ( André Theuriet , Flavie , chap . II ).

## Histoire
En 1333, une vente est faite par Gauthier de Vigneulles,, écuyer, et Catherine, sa femme, à Thomassin Thiebault, bourgeois de Saint-Mihiel, d'un seizième des grosses dîmes de Vaux-lès-Palameix.
Dans la deuxième partie du XIXe siècle, arrondissement et archiprêtré de Commercy, canton de Vigneulles, doyenné de Saint-Mihiel.
Durant la Première Guerre mondiale, le 10 octobre 1914, la ligne de front se situe dans la commune, tenue par le 106e régiment d'infanterie.
Une ancienne commune de la Meuse, la commune de Seuzey-Vaux a existé de 1976 à 1983.  Elle a été créée en 1976 par la fusion des communes de Seuzey et de Vaux-lès-Palameix. En 1983 elle a été supprimée et les deux communes constituantes ont été rétablies.

## Politique et administration
| Période                                  | Période  | Identité      | Étiquette | Qualité |
| ---------------------------------------- | -------- | ------------- | --------- | ------- |
| Les données manquantes sont à compléter. |          |               |           |         |
| mars 2001                                | En cours | François Vich |           |         |

## Population et société

### Démographie
L'évolution du nombre d'habitants est connue à travers les recensements de la population effectués dans la commune depuis 1793. Pour les communes de moins de 10 000 habitants, une enquête de recensement portant sur toute la population est réalisée tous les cinq ans, les populations de référence des années intermédiaires étant quant à elles estimées par interpolation ou extrapolation. Pour la commune, le premier recensement exhaustif entrant dans le cadre du nouveau dispositif a été réalisé en 2006.

En 2022, la commune comptait 59 habitants, en évolution de +7,27 % par rapport à 2016 (Meuse : −4,4 %, France hors Mayotte : +2,11 %).
| 1793 | 1800 | 1806 | 1821 | 1831 | 1836 | 1841 | 1846 | 1851 |
| ---- | ---- | ---- | ---- | ---- | ---- | ---- | ---- | ---- |
| 187  | 254  | 249  | 341  | 358  | 379  | 375  | 386  | 401  |

| 1856 | 1861 | 1866 | 1872 | 1876 | 1881 | 1886 | 1891 | 1896 |
| ---- | ---- | ---- | ---- | ---- | ---- | ---- | ---- | ---- |
| 404  | 432  | 433  | 387  | 364  | 348  | 330  | 325  | 312  |

| 1901 | 1906 | 1911 | 1921 | 1926 | 1931 | 1936 | 1946 | 1954 |
| ---- | ---- | ---- | ---- | ---- | ---- | ---- | ---- | ---- |
| 282  | 257  | 237  | 71   | 111  | 85   | 88   | 78   | 92   |

| 1962 | 1968 | 1975 | 1990 | 1999 | 2006 | 2011 | 2016 | 2021 |
| ---- | ---- | ---- | ---- | ---- | ---- | ---- | ---- | ---- |
| 97   | 54   | 37   | 43   | 26   | 45   | 46   | 55   | 59   |

| 2022 | - | - | - | - | - | - | - | - |
| ---- | - | - | - | - | - | - | - | - |
| 59   | - | - | - | - | - | - | - | - |

## Culture locale et patrimoine

### Lieux et monuments
- Église Saint-Saintin, reconstruite en 1929.

### Personnalités liées à la commune
- Alain Fournier, auteur du Grand Meaulnes, mort au combat le 22 septembre 1914, a passé sa dernière nuit dans la mairie de Vaux-lès-Palameix.

### Décoration française
- Croix de guerre 1914-1918 : 24 mars 1921.

### Héraldique
| Blason de Vaux-lès-Palameix | Blason  | Écartelé en sautoir au 1° de sinople à la colombe volant en barre d'argent, au 2° de gueules au panier d'osier d'or, au 3° de gueules au rencontre de sanglier d'or, au 4° de sinople à la fleur des marais d'argent. |
| Blason de Vaux-lès-Palameix | Détails | Création de R.A. Louis et D. Lacorde avec les conseils de la Commission Héraldique de l'UCGL. Adopté par la commune en octobre 2014.                                                                                  |